# Макарьевка (Солтонский район)
Макарьевка — село в Солтонском районе Алтайского края России. Административный центр Макарьевского сельсовета.

## География
Расположен на востоке края. Рельеф увалисто-холмистое плато Салаирского кряжа. 
Климат
континентальный. Средняя температура января −17,2 °C, июля +18,6 °C. Годовое количество атмосферных осадков — 580 мм.

## История
Основано в 1908 г.
В 1928 году деревня Ново-Макарьевская состояла из 85 хозяйств. В административном отношении входила в состав Усть-Тальского сельсовета Солтонского района Бийского округа Сибирского края.

## Население
| 1926 | 1997 | 1998 | 1999 | 2000 | 2001 | 2002 | 2003 | 2004 |
| ---- | ---- | ---- | ---- | ---- | ---- | ---- | ---- | ---- |
| 377  | ↗867 | →867 | ↘817 | ↘807 | ↘760 | ↘724 | ↘691 | ↘660 |
| 2005 | 2006 | 2007 | 2008 | 2009 | 2010 | 2011 | 2012 | 2013 |
| ↘613 | ↘609 | ↘537 | ↘530 | ↘513 | ↘450 | ↘446 | ↘433 | ↘409 |

Национальный состав
В 1928 году основное население — русские.
Согласно результатам переписи 2002 года, в национальной структуре населения русские составляли 94 %.

## Инфраструктура
Средняя школа, почтамт, администрация поселения.

## Транспорт
Проходит автодорога общего пользования регионального значения 01К-92 Карабинка — Солтон — Макарьевка (автодорога 01К-92).